# Otto Harbach
Otto Abels Harbach (* 18. August 1873 in Salt Lake City als Otto Abels Hauerbach; † 24. Januar 1963 in New York) war ein amerikanischer Songtexter und Librettist von mehr als 50 Operetten und Musicals. Er schrieb zahlreiche Songs, die heute zum Repertoire des Great American Songbook gehören.

## Leben und Wirken
Harbach war das Kind der dänischen Migranten Adolph Hauerbach und Sena Olsen; er wurde auf dem Salt Lake Collegiate Institute ausgebildet und setzte dann bis 1895 seine Studien auf dem Knox College in Galesburg (Illinois) fort, wo er mit Carl Sandburg Freundschaft schloss. Dann war er Professor für Englisch am Whitman College in Walla Walla, um dann bis 1901 an der Columbia University zu lehren. Aufgrund eines Augenleidens brach er diese Karriere ab und war zunächst als Zeitungsreporter und von 1903 bis 1910 als Werbetexter tätig.
Harbach arbeitete zunächst mit dem Komponisten Karl Hoschna und nach dessen Tod mit Rudolf Friml, Jerome Kern, Emmerich Kálmán, Herbert Stothart, Vincent Youmans, George Gershwin und Sigmund Romberg zusammen. Auch textete er gemeinsam mit Oscar Hammerstein II, so 1924 Rose-Marie und Indian Love Call. Unter anderem schrieb er die Texte von Smoke Gets in Your Eyes, Yesterdays, Cuddle Up a Little Closer, Lovely Mine, One Moment Alone, Try to Forget, The Night Was Made for Love, I Won’t Dance (mit Dorothy Fields) oder She Didn't Say Yes.
1914 war er ein Gründungsmitglied der amerikanischen Urheberrechtsgesellschaft ASCAP, in der er Funktionen als Direktor (1920–1963), Vizepräsident (1936–1940) und Präsident (1950–1953) wahrnahm.
1970 wurde er in die Songwriters Hall of Fame aufgenommen.

## Werke (Auswahl)
- - 1907: Three Twins (Musik Karl Hoschna)
  - 1909: Bright Eyes (Musik Karl Hoschna)
  - 1912: The Firefly  (Musik Rudolf Frim)
  - 1918: Going Up (Musik Louis Hirsch)
  - 1924: No, No, Nanette (mit Irving Caesar, Musik Vincent Youmans)

- mit Jerome Kern
  - 1925: Who?, Nummer-eins-Hit für George Olsen and his Orchestra
  - 1925: Sunny
  - 1931: The Cat and the Fiddle
  - 1933: Roberta

- mit Oscar Hammerstein II
  - 1924: Rose-Marie (Musik Rudolf Friml)
  - 1926: The Desert Song (Musik Sigmund Romberg)
  - 1927: Golden Dawn (Musik Emmerich Kálmán und Herbert P. Stothart)
  - 1941: Sunny
  - 1943: Liebeslied der Wüste (The Desert Song)
  - 1953: El Khobar – Schrecken der Wüste (The Desert Song)